# 遠洋鳥科
远洋鸟科（学名：Pelagornithidae），或称伪齿鸟科，是一类已经灭绝的大型海鸟，其化石遗迹在全球各地早古新世至上新世-更新世之交的岩层中均有发现。
远洋鸟科鸟类最大的特点便是其喙边缘的牙齿状凸起，这些凸起并非真正意义上的牙齿：这些生长在前上颌骨和下颌骨的“牙齿”含有福耳克曼氏管，说明其实际上是骨质结构的延伸。哪怕是该类群最“小”的物种也可以达到信天翁的大小，而最大的成员翼展可达5至6米，是有史以来出现过的最大的飞鸟。在真正的人类出现前大部分时间里，远洋鸟类都是大洋上的主流海鸟之一，但远洋鸟类和人类还是以自然史上极其微小的时间差距错过了对方——已知最后的远洋鸟类和标志着人类技术史开端的能人恰好生存于同一时间。

## 描述

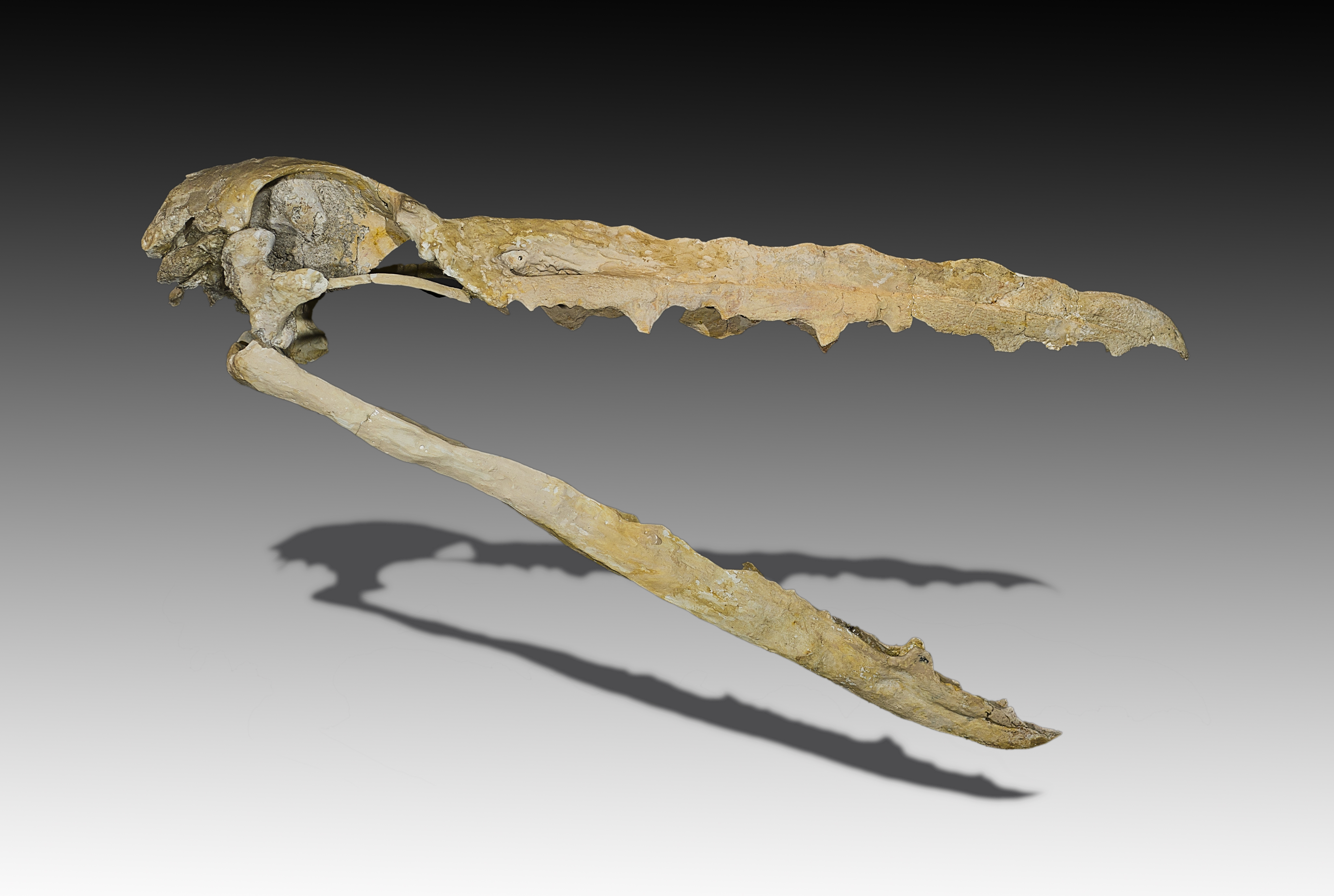
毛利塔尼亚远洋鸟的头骨化石

最大的远洋鸟类几乎是最大的飞鸟。几乎所有发现于新近纪的远洋鸟类体型都相当巨大，但一些发现于古近纪的物种则体型较小，有的只有大信天翁的体型。发现于古新世-始新世之交摩洛哥的未描述物种 “意外缘齿鸟”（Odontoptila inexpectata）是已发现的最小的远洋鸟类，它只比白頦風鸌大一点。
远洋鸟类的骨骼较薄且高度气室化，有肺部延伸出的气囊，因此大部分远洋鸟类的肢骨标本都呈压碎状态。因为远洋鸟类骨骼纤细而高度气室化，所以它们可以在低于临界翼载荷的情况下长的尽可能的更大。虽然25kg/m2常被视为鸟类动力飞行的最大翼载荷，但有研究证明，远洋鸟类能几乎完全以动力滑翔的方式飞行：其股骨的近段的特殊结构使得远洋鸟类几乎无法完成典型的鸟类扑翼动作；它们的确切重量也因此难以被估计。远洋鸟类负责保持上臂伸直的肌肉的附着位置相当发达，其解剖学特征似乎能允许其锁定前肢关节，这是任何已知鸟类都无法比拟的。这一特征在新近纪的远洋鸟科中尤为明显，而相对原始的古近纪远洋鸟科中并没有那么发达。其胸骨具有典型的深而短的适应动力滑翔的特征，其龙骨突前缘的骨突将叉骨牢牢固定。

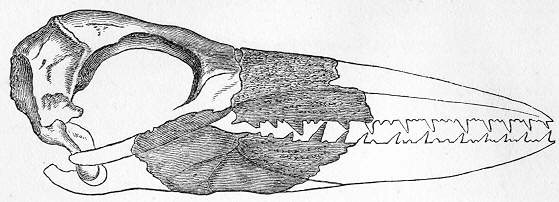
齿翼鸟的头骨(白色区域为未保存部分). 与其他远洋鸟类不同，齿翼鸟的“牙”向前倾斜。

远洋鸟类的腿等比例缩小，脚上可能有蹼，其踝骨类似信天翁， 而跗跖骨与前脚趾的排列却更像暴雪鹱。远洋鸟类的“牙齿”在生前可能由角质鞘覆盖，上喙的下部有两条脊，而在脊的内侧生长有“牙齿”。因此当喙闭合时，仅有上喙的“牙齿”是可见的，下喙的“牙齿”被藏在上喙“牙齿”的后面。在一些远洋鸟类——至少是进步的远洋鸟类——的眼眶中有发达的盐腺存在。 
迄今为止的远洋鸟科成员中，并没有发现保存完整的躯干化石，大部分保存完好的标本多为单个骨骼；但另一方面，远洋鸟科较大的体型和漫长的延续时间也使得总会有一些保存较为完好的个体（尽管其标本通常被地层挤压形变或破碎），有些个体甚至保留了化石化的羽毛。头骨的主体部分和一些喙的碎片被发现的次数并不多。2009年2月，利马的研究人员公开了一个发现于秘鲁伊卡省的奧庫卡赫區的、900万年前的、几乎完整的、可能属于齿翼鸟属的头骨化石 。根据发现该标本的古生物学家马里奥·乌尔维纳（Mario Urbina）及其同事罗多尔夫·萨拉斯（Rodolfo Salas）、肯·坎贝尔（Ken Campbell）和丹尼尔·T·克塞普卡（Daniel T.Ksepka）的说法，该标本（“奥库卡赫头骨”）是彼时保存最完好的远洋鸟科头骨。 

## 外观

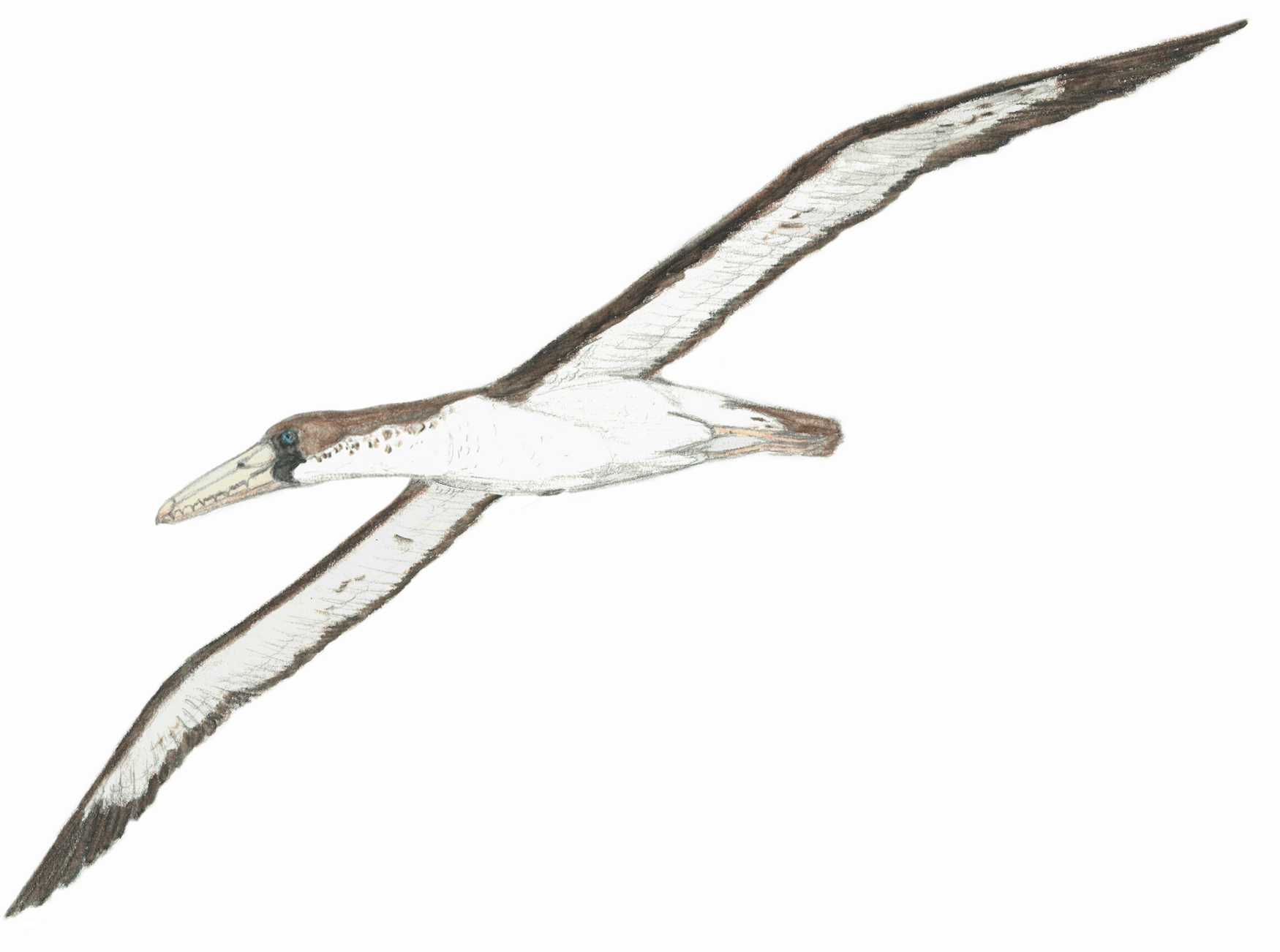
智利远洋鸟的复原图

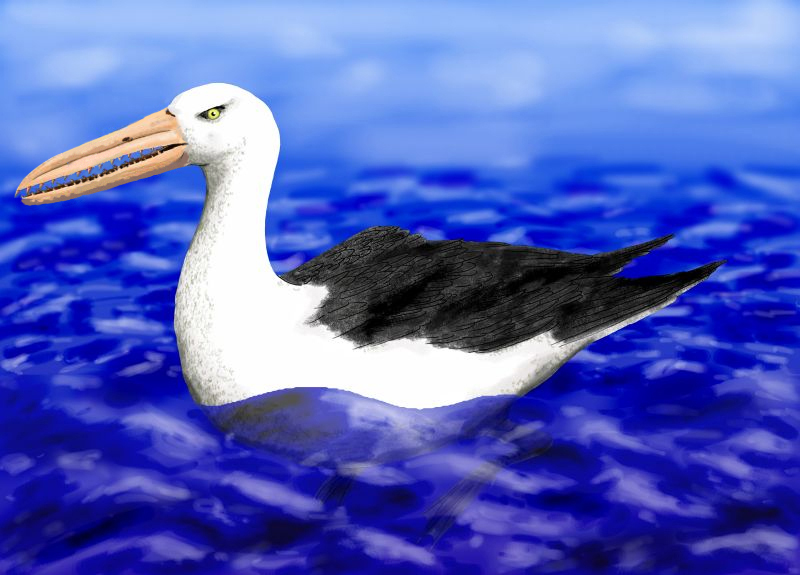
骨齿鸟的复原图

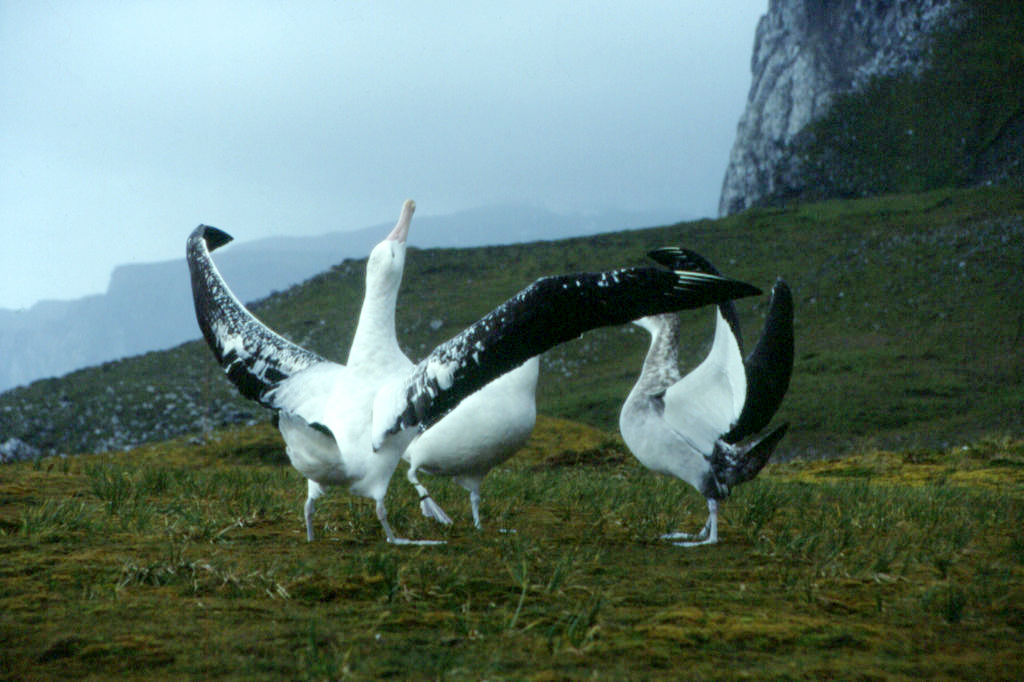
求偶中的漂泊信天翁：漂泊信天翁展示了典型的海鸟颜色组成方式

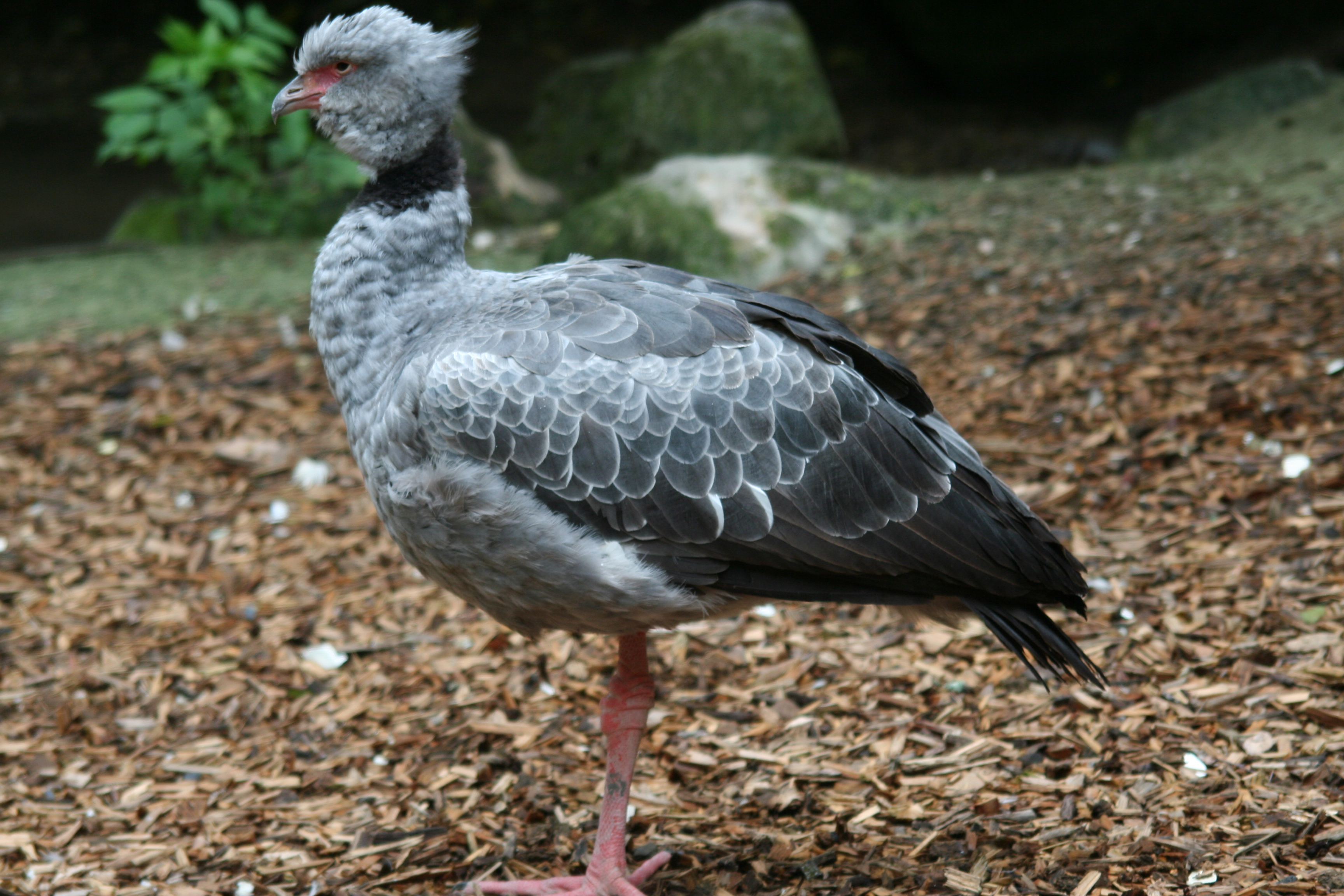
同其他很多基干雁形目鸟类一样，冠叫鸭并没有鸭亚科那样鲜艳的羽毛颜色和明显的两性异形

远洋鸟类并没有留下现存的后代，因此我们对于这类鸟的配色一无所知。但是可以基于它们的系统发育地位做出一些推论：如果它们属于“高等水鸟”（鹱形目、鹈形目、鹳形目等），其羽毛会因缺乏类胡萝卜素和相关的生理结构而呈现出单调的黑白灰色。虽然这些类群中也有彩色的物种，但这些物种多生活在淡水环境中。
如果远洋鸟类是鸡雁小纲的成员，则它们的羽毛中可能会出现黑色素，但值得注意的是，基干的雁形目通常是灰色、黑色或黑白的。一般来说，远洋海鸟的背面往往比腹面暗得多（尽管一些海燕是全身灰黑色的），这是一种伪装适应，可以混淆水下猎物视野中的捕食者。在飞鸟中，黑色的飞羽相当常见，甚至是一些身体大部分地方都为白色的鸟也会有着黑色的飞羽（例如某些鹈鹕和长冠八哥），这是因为黑色素的聚合会加强羽毛的强度，使得黑色的羽毛相对其他羽毛更为强健，能更好的在飞行过程中抵抗损坏。在远洋鸟类这样依赖强风飞行的鸟类中，黑色的翼尖和尾羽是有很大可能会出现的。
关于没有覆羽的裸露皮肤，远洋鸟科所有的可能的现存近亲都或多或少有着明红色的裸露结构，而这通常分布在在喙上或喙附近。如其可能的近亲：基干雁形目和“高等水鸟”一样，远洋鸟类不大可能存在明显两性异形的现象。

## 生态学

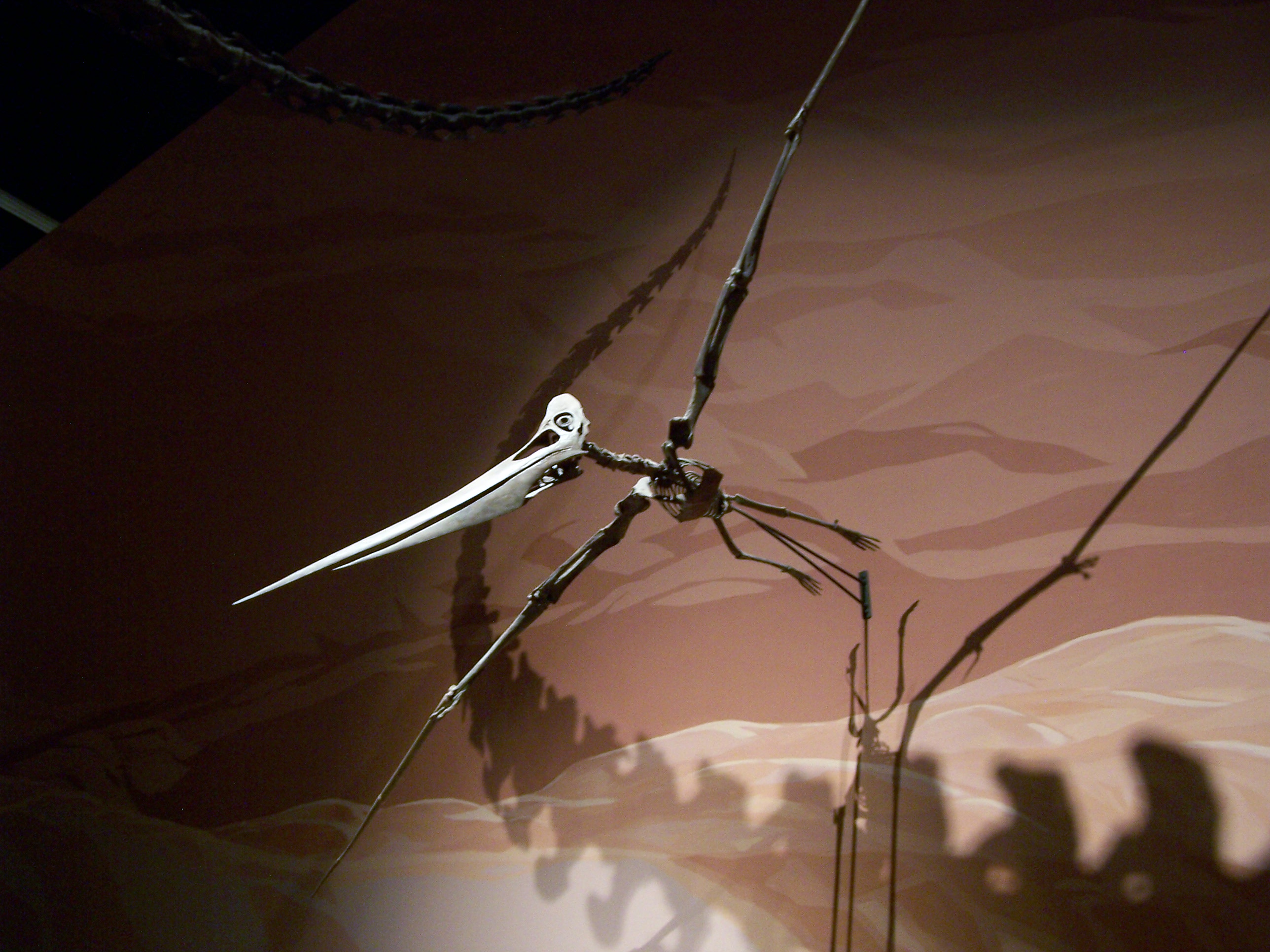
感恩节中心远古生命博物馆的无齿翼龙骨骼装架，这种晚白垩纪的翼龙与远洋鸟科鸟类有着相似的食性。

不像诸如始祖鸟和鱼鸟之类中生代鸟类的真牙，远洋鸟类的假牙并没有切割能力，这些假牙只有固定猎物和辅助吞咽的作用。考虑到这些牙齿内应该是空心或鬆质的，且化石状态下极易破损或折断，活体状态下的伪齿应该也不会非常有弹性。因此远洋鸟科很大可能会捕食头足动物和软皮鱼类。尽管一些复原将远洋鸟类视为鲣鸟式的潜水鸟类，但实际上其轻薄的骨骼无法适应这种捕食模式使得捕食过程变得危险，因此远洋鸟潜水捕食的可能性并不大。远洋鸟类的下颌更像鹈鹕等可以张开嘴捕食的鸟类，因此这些大鸟应该是在水面划过，捕食那些贴近海面的猎物。总之，远洋鸟类填补的是大型食鱼翼龙的生态位，这些翼龙在白垩纪末的灭绝为远洋鸟科长达5000万年的所向披靡铺平了道路。与现代的信天翁相似，远洋鸟类可以利用洋流和大气环流采取环形路线在开阔的洋面上空翱翔，每隔几年回到特定的繁殖地繁殖后代。于现代信天翁不同，现代信天翁的分布避开了热带辐合带和赤道逆流，而远洋鸟类则分布在各种各样的气候环境中：约4000万年前起，远洋鸟类在从比利时到多哥再到南极洲的广袤海岸线上都有这类大鸟的记录。 其化石常常与企鹅或普鲁托翼鸟这样生活在大陆架上的不会飞行的潜水鸟类一同发现，因此远洋鸟类或许会在一些上升流区域聚集，可能是为了觅食，也可能是为了繁殖。

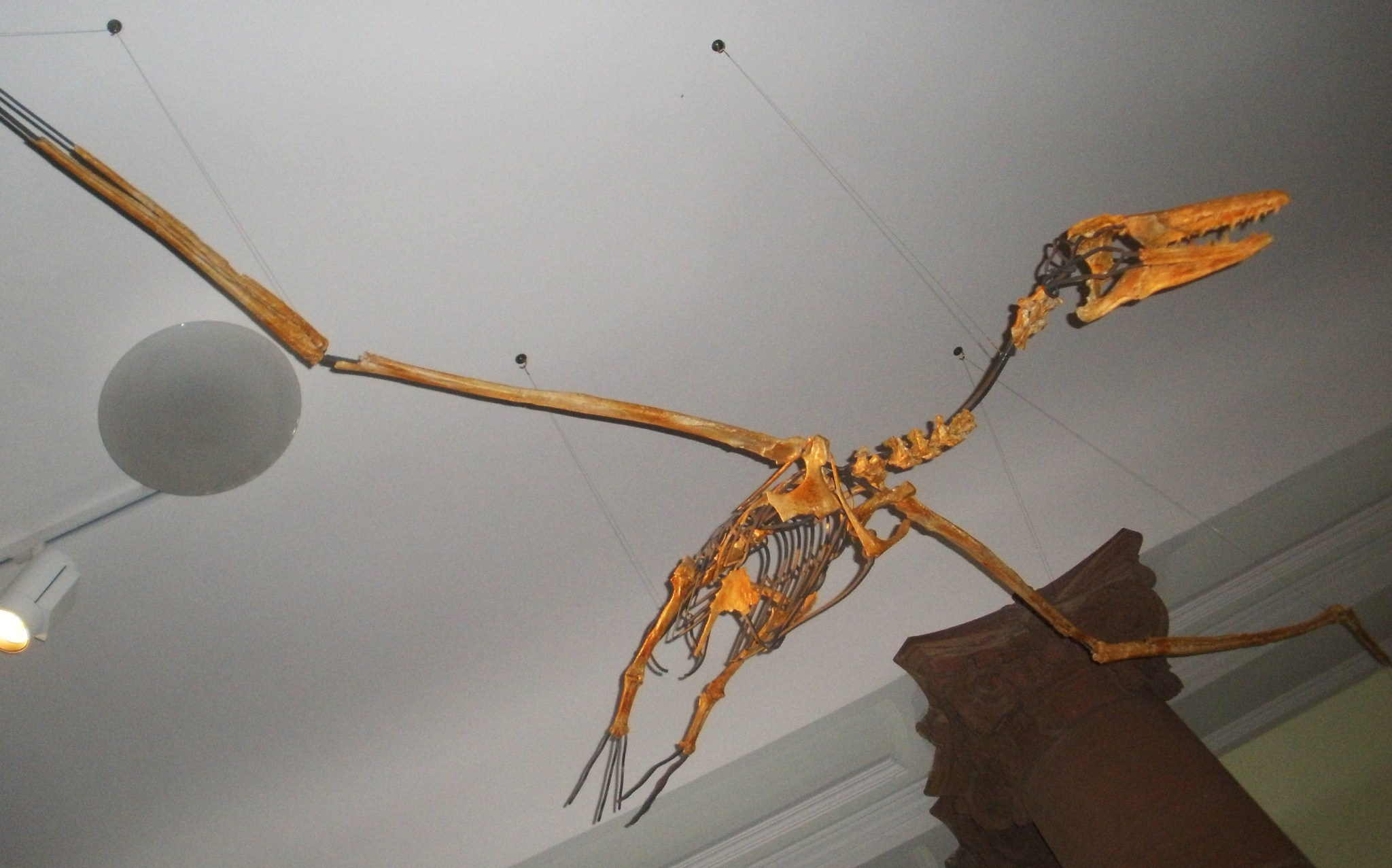
智利远洋鸟的骨骼装架仰视图

有时会有人认为鲸类和鳍足类的辐射演化与竞争是远洋鸟类与其他一些海鸟（如不会飞的普鲁托翼鸟类）在中新世衰弱甚至灭绝的原因。这或许对普鲁托翼鸟这样不会飞行的鸟类成立，但对远洋鸟类的影响应当微乎其微：首先，远洋鸟类在现代须鲸出现后仍然存在并繁衍了1000万年，在中新世中期，远洋鸟与多种鲸类共享着栖息地，因此远洋鸟类与鲸类有着相当长的共存周期，至于中新世的鳍脚类，东北太平洋生活有多种原始的海象和诸如Thalassoleon的原始海狗，而东南太平洋则生活有弓海豹这样的原始豹海豹，因此远洋鸟类也与鳍足类有着长期的共存。其次，鳍足类仅活动于近岸水域，而远洋鸟类则像大型鲸类一样在远海漫游，且与其他所有大型食肉动物一样，这三个类群都遵循K繁殖策略，其个体密度中等甚至较低，较少的数量会显著降低竞争的烈度。
因此，远洋鸟类与鲸类、鳍足类的直接食物竞争不会非常激烈。但由于鸟类和鳍足类都需要海边的平坦地面来养育幼崽，因此对繁殖地的竞争可能会在某种程度上限制了鸟类的数量。对于远洋鸟类这样向动力滑翔特化的鸟类，其起飞高度依赖高处的上升气流，因此适合它们育幼的地区会更少，就像许多现代信天翁会选择在岛屿的高地上筑巢一样，远洋鸟类可能也会在这些鳍足类动物无法进入的岛屿或沿海山脉上筑巢，进一步减弱了其与鳍脚类的竞争。来自加那利群岛，兰萨罗特岛，法马拉山脉的大型蛋壳碎片暂时被归为晚中新世的远洋鸟类；沉积自浅海的谢配岛牛津粘土层也常发现远洋鸟科的化石；新近纪的远洋鸟类在阿巴拉契亚山脉和科迪勒山系附近的美洲海岸常有发现，因此这些物种可能也在离岸不远的地方——甚至是在山区本身进行繁殖；北卡罗来纳Lee Creek矿中发现的髓质骨也值得关注——这一特征常出现在产卵的雌鸟身上——似乎说明离此不远的地方可能有远洋鸟的繁殖地。此外，太平洋上的火山岛在数百万年的时间里也会因各种原因被逐渐侵蚀，这或许会抹除掉远洋鸟类的繁殖痕迹。例如，在1000万年前，骨齿鸟仍活跃于大洋上时，内克尔岛的规模远比现在要巨大。
1400万年前的中中新世灭绝事件和随后的墨西拿盐度危机极大程度的破坏了海洋生态系统，远洋鸟类的为代表的海鸟首当其冲，远洋鸟类自此走向没落。而第四纪冰期的开始与板块运动导致的洋流剧变（如南极绕极流的形成和巴拿马地峡形成引发的洋流变化）使得远洋鸟类作为古近纪动物群残余的处境雪上加霜，并最终走向了灭绝。

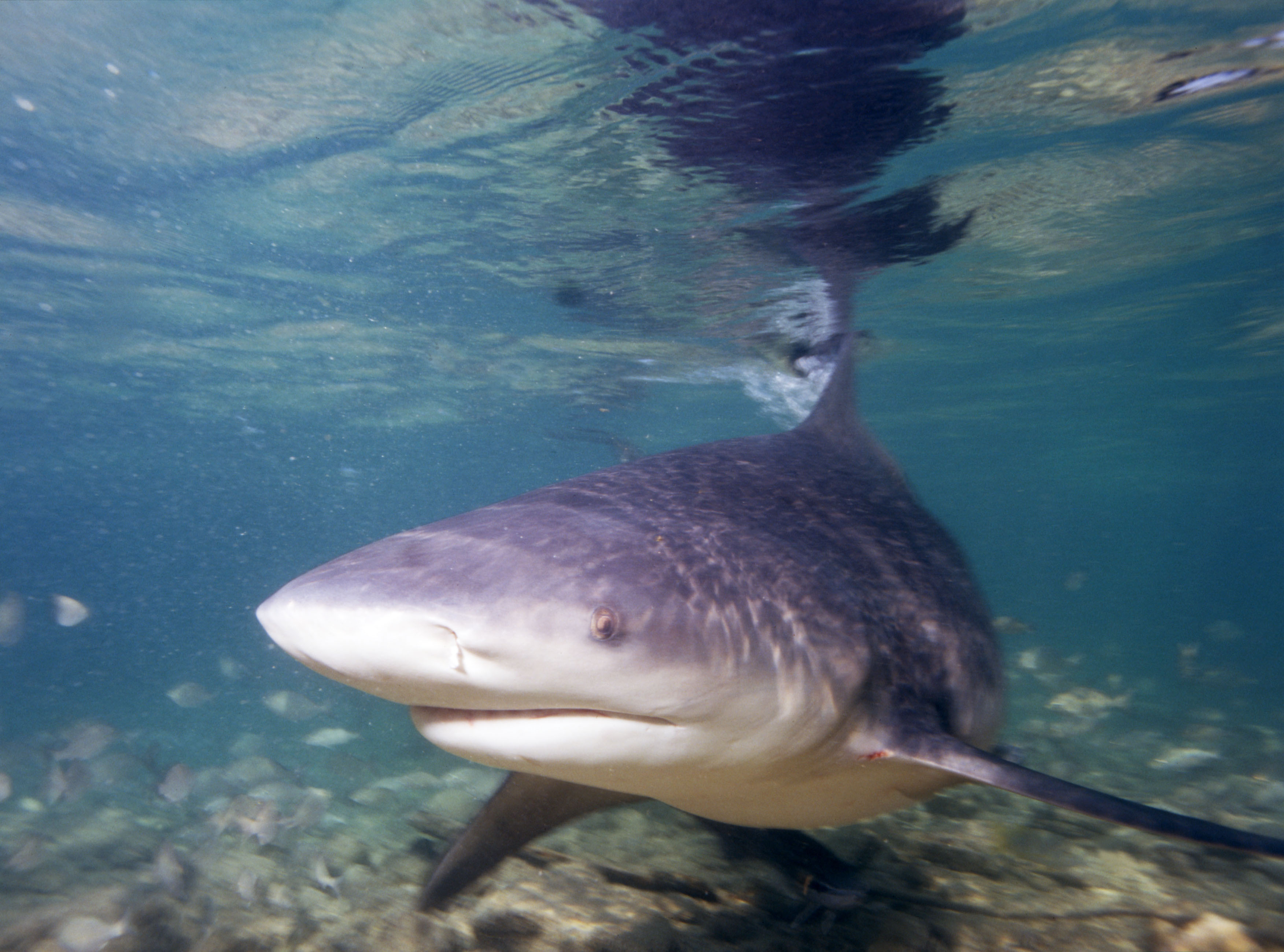
新近纪晚期，现代牛鲨的祖先或许能在今天北卡罗来纳附近的海域捕食远洋鸟类。

不管远洋鸟类为何灭绝，它们的存在为很多大型掠食者提供了猎物。与远洋鸟类共存的鸟类很少有能真正伤害到它们的，但正如始新世军舰鸟Limnofregata所证明的那样，军舰鸟类与远洋鸟类经历类长期的协同演化，军舰鸟类或许会像劫掠现代的信天翁那样劫掠一些小型的远洋鸟类。从Lee Creek矿的中中新世和早上新世中一些已知的远洋鸟化石中可以得知，远洋鸟类在捕食过程中可能成为鲨鱼的猎物。Lee Creek矿中发现有扁头哈那鲨、沙虎鲨、鲭鲨、诸如大白鲨的大型鼠鲨、半锯齿鲨、鼬鲨、真鲨、柠檬鲨和双髻鲨，考虑到远洋鸟类生存的时期，这些海鸟也可能会遇见锯鳐、砂锥齿鲨、鼠鲨和伪鲭鲨。但值得注意的是，相较于远洋鸟类，海雀、潜鸟、鸬鹚等小型潜水鸟和信天翁更常出现在这些掠食者的胃容物中，侧面证明了远洋鸟类有着更低的种群密度且其捕食过程主要在空中进行。
一项关于远洋鸟飞行模式的研究表明，与现代海鸟不同的是，远洋鸟更依赖热力翱翔，这与无齿翼龙的飞行模式更像。

## 分类与演化
长期以来，该类群在中文世界被泛称为“伪齿鸟科”/“伪齿鸟类”，这一称呼对应的是英语中对该类群的昵称“false-toothed birds”或“pseudotooth birds”，而这一昵称显然源自伪齿鸟属（Pseudodontornis）。20世纪中叶的文献中，这一类群被广泛称为“伪齿鸟科”（Pseudodontornithidae），但实际上，“远洋鸟科（Pelagornithidae）”这一名称的出现要早于“伪齿鸟科”，因此当今的研究人员更倾向于使用“远洋鸟科”的称呼。
目前已知最基干的远洋鸟类是原齿翼鸟属。

### 系统学
有关远洋鸟类系统发育地位的争议相当巨大。早年间，这一类群常因为其相似的外表结构被归入“鹈形目”（当时还是并系群）或鹱形目。一些森林鸟属的大型标本曾被错误的归入古颚类或加斯顿鸟科，这些标本甚至被用来论述这两类鸟之间的亲缘关系。但现在，鲣鸟目，鹳形目或鹈形目已经分开，三者与潜鸟目，南极鸟类一同构成了“高等水鸟”的演化支。然而，现在远洋鸟类已经不常被视为鹈鹕和信天翁之间的“过渡物种”了，一般只会认为其与前者存在亲缘关系，而与后者只有相同生态位上的趋同演化。

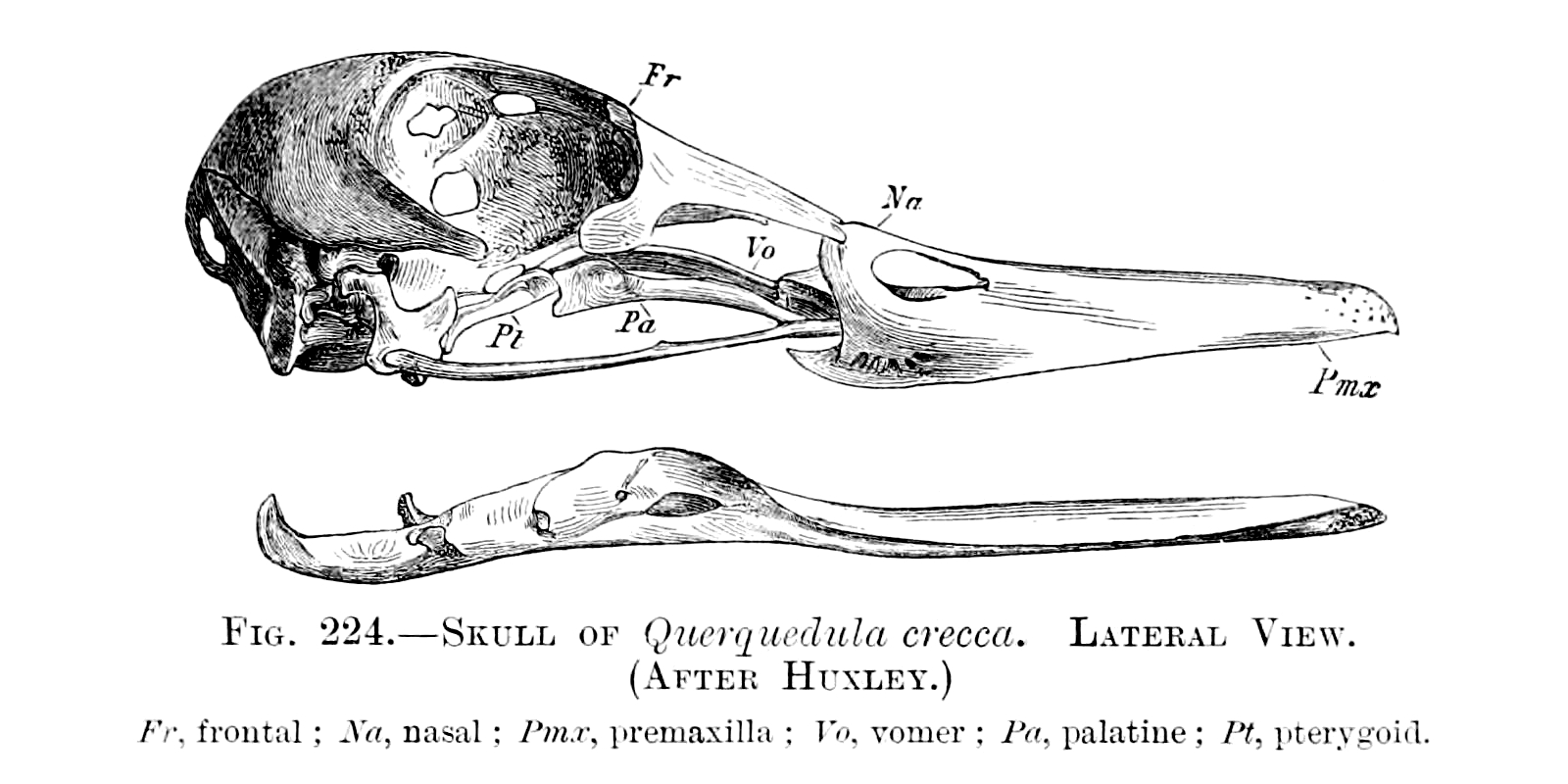
绿翅鸭的头骨，作为鸡雁小纲的代表，其腭骨（Pa）不会向下延展。

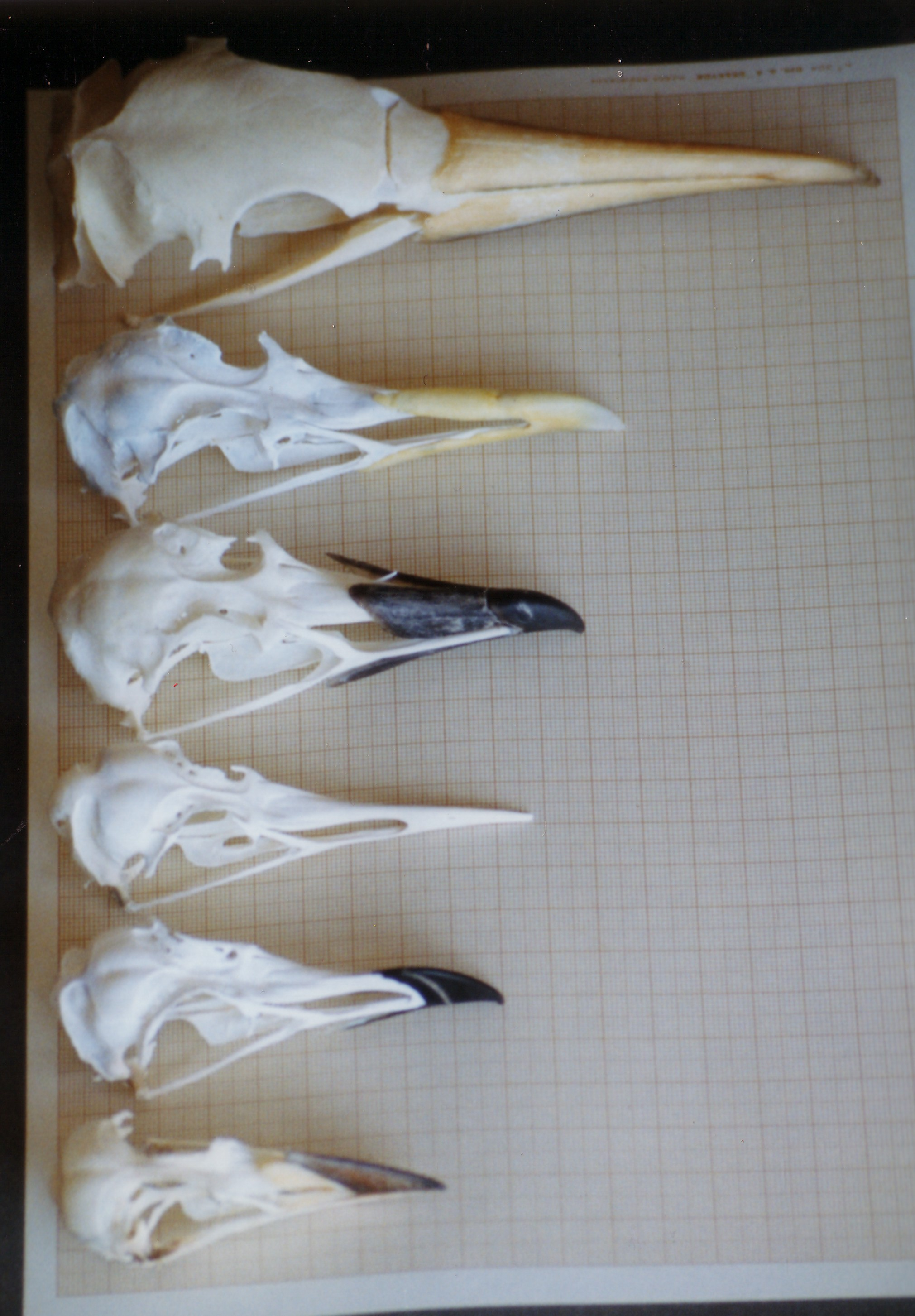
北鲣鸟（最上方）和几种鸻形目（下方）的头骨。注意其作为新鸟小纲眼眶内延伸的腭骨。注意鸻形目明显的眶上盐腺的痕迹。

2005年，一项研究指出远洋鸟类的应当是雁形目的近亲。这项研究指出远洋鸟类不是“高等水鸟”，而是鸡雁小纲的成员。一些主要来自头骨的特征支持了这一观点。例如远洋鸟类缺乏腭骨下侧的嵴，而包括“高等水鸟”在内的新鸟小纲都有这一特征。 此外，像雁形目鸟类一样，远洋鸟科鸟类在方骨的下颌突上只有两个髁，而不是三个髁，中间髁朝着侧髁。它们的基翼关节类似于鸡雁小纲。在副蝶板的侧面像雁形目一样有一个宽平台。与雁形目一样，远洋鸟类的下颌外收肌冠的附着点位于中线上，喙突的基部有支撑，中筛骨的尾甲有深凹陷。 此外，远洋鸟类的盐腺位于眼眶内，至少说明这类鸟是独立于企鹅和鹱演化出适应海水的能力的。 
因为远洋鸟类与鸡雁小纲和“高等水鸟”的确切关系仍悬而未决，目前常采用一种折中的分类方法，即让齿翼鸟目与雁形类组成分类单元齿雁类，而不是将远洋鸟科放入任何一个目当中。
有研究显示，远洋鸟类的“伪齿”或许在分子层面上与真正的牙齿同源，形成伪齿的程序或许与形成其他恐龙真正牙齿的程序同源。这或许能帮助远洋鸟类确定其真正的系统发育地位。
2022年，一种名为雅努斯鸟的鱼鸟类被正式描述，其翼状骨惊人的与鸡雁小纲类似。这说明其翼骨的独特形式实际上是冠群鸟类的祖征，而不是今颚类的衍征。作者指出，曾经基于翼骨形态被视为鸡雁小纲的新生代早期鸟类，如远洋鸟类，驰鸟类和加斯顿鸟类可能并不属于鸡雁小纲，不属于今颚类，甚至可能不属于冠群鸟类。

### 已知属和未鉴定的标本
因为远洋鸟类的标本大多破碎，因此目前仍不清楚已知的十几个属是否都为有效属。远洋鸟类只有坚硬而形状独特的喙部便于分类鉴定，但即使这样，发现的大部分喙部标本都十分破碎。一些不凭借喙部特征描述的属都有成为异名的风险，例如，由前肢于腿骨确定的Argilliornis和Neptuniavis两属最近被确认为森林鸟属（Dasornis）的异名，这个属只发现了头骨标本。体型也通常被认为是划定不同属的标准，但需要注意小型标本是否来自幼鸟。
目前，已经识别出了以下几个属：
- 原齿翼鸟属 Protodontopteryx （早古新世，新西兰）
- 伪齿鸟属 Pseudodontornis （晚古新世？—晚渐新世，南卡罗来纳）：多系群
- “缘齿鸟属” "Odontoptila" （晚古新世／早始新世，摩洛哥）：裸名; 异名[29]
- 齿翼鸟属 Odontopteryx（晚古新世／早始新世，摩洛哥—中始新世，乌兹别克斯坦）
- 森林鸟属 Dasornis （早始新世，英格兰）
- 巨齿翼鸟属 Macrodontopteryx (早始新世，英格兰)：可能属于齿翼鸟属
- 齿翼鸟近似属 cf. Odontopteryx （早始新世，美國弗吉尼亚州）[30]
- 巨齿鸟属 Gigantornis （中始新世，尼日利亚）：可能属于森林鸟属
- 齿翼鸟近似属 cf. Odontopteryx （中始新世，墨西哥）[31]
- 远洋鸟科未定属种 Pelagornithidae gen. et sp. indet. （中始新世，南极洲）：大西摩岛标本，与森林鸟属／巨齿鸟属相似？[32]
- 远洋鸟科未定属种 Pelagornithidae gen. et sp. indet. （中始新世，比利时）：可能属于森林鸟属／巨齿翼鸟属？[33]
- “大洋鸟属” Aequornis （中始新世，多哥）：裸名[34]
- 远洋鸟科未定属种 Pelagornithidae gen. et spp. indet. （中／晚始新世，南极洲西摩岛）：两个物种？迪斯卡弗里火山标本，与森林鸟属／巨齿鸟属，齿翼鸟属相似？[35]
- 远洋鸟科未定属种 Pelagornithidae gen. et sp. indet. （晚始新世，法国）[36]
- 远洋鸟科未定属种 Pelagornithidae gen. et sp. indet. （晚始新世，哈萨克斯坦）：可能属于哲罗鸟属(Zheroia)[37]
- 远洋鸟科未定属种 Pelagornithidae gen. et sp. indet. （始新世，南设得兰群岛）[38]
- 森林鸟近似属 cf. Dasornis[39] （晚始新世／晚渐新世，美國俄勒冈州）：曲鸟属？[40]
- 巨齿翼鸟近似属 cf. Macrodontopteryx （早渐新世，英格兰）：可能属于Proceriavis属[41]
- 远洋鸟科未定属种 Pelagornithidae gen. et sp. indet. （早渐新世，日本）[42]
- 卡斯皮齿翼鸟属 Caspiodontornis （晚渐新世，阿塞拜疆）：可能属于Guguschia属
- 拟古鹅属 Palaeochenoides （晚渐新世，美國南卡罗来纳州）：可能属于远洋鸟属
- 远洋鸟科未定属种 Pelagornithidae gen. et sp. indet. （晚渐新世，美國南卡罗来纳州）[43]
- 远洋鸟科未定属种 Pelagornithidae gen. et sp. indet. （晚渐新世，日本）：骨齿鸟属？[44]
- 鼓岛鸟属 Tympanonesiotes （晚渐新世或早中新世，美国库帕河）
- 曲鸟属 Cyphornis （早中新世，加拿大温哥华岛）
- 骨齿鸟属 Osteodontornis （早中新世—早上新世）：可能属于曲鸟属
- 远洋鸟属 Pelagornis （早中新世，法国—早更新世，摩洛哥）
- 远洋鸟科未定属种 Pelagornithidae gen. et spp. indet. （早？中新世—早上新世，美国东部）：2—3 个物种？远洋鸟属？[45]
- 骨齿鸟近似属 cf. Osteodontornis （中中新世，委内瑞拉）[46]
- 骨齿鸟／远洋鸟近似属 cf. Osteodontornis/Pelagornis （？中／晚中新世，新西兰）[47]
- 远洋鸟近似属 cf. Pelagornis （中中新世，智利—早上新世，智利或秘鲁）：2个物种？[48]
- 骨齿鸟近似属 cf. Osteodontornis （中中新世—？早上新世，秘鲁）：2个物种？[49]
- 斯氏“伪齿鸟” Pseudodontornis stirtoni （中新世或上新世，新西兰）：有时被视为新齿鸟属Neodontornis（伪齿鸟属异名）的唯一种
- 远洋鸟科未定属种 Pelagornithidae gen. et sp. indet. （早上新世，日本）：骨齿鸟属？[50]
- 斯氏“伪齿鸟”近似种 cf. Pseudodontornis stirtoni （中上新世，新西兰）[51]
- 远洋鸟科未定属种 Pelagornithidae gen. et sp. indet. （早更新世，日本）：骨齿鸟属？[52]

其他的一些古近纪或晚白垩纪的疑似远洋鸟科物种材料较为零碎。通常不会被直接放入远洋鸟科之中，但一些化石因其较大的体型和与远洋鸟科物种相似的骨学特征使得它们仍值得进一步研究，例如岩鸟属（Laornis）、 Proceriavis属、马努鸟属（Manu）和原鹈鹕属（Protopelicanus）。

## 脚注
1. ↑  Bourdon (2005), Mayr, G. (2008), Boessenecker and Smith (2011)
2. ↑  Gerald Mayr, G. et al. (2019) Oldest, smallest and phylogenetically most basal pelagornithid, from the early Paleocene of New Zealand, sheds light on the evolutionary history of the largest flying birds （页面存档备份，存于）.
3. ↑  Hopson (1964), Olson (1985: pp. 199–201), Bourdon (2005), Geraads (2006), Mayr (2009: pp. 55,59), Mlíkovský (2009)
4. ↑  斯氏“拟齿鸟”（"Pseudodontornis" stirtoni）是唯一的例外: Scarlett (1972) contra Mayr (2009: p. 59)
5. ↑  发表于學位論文且被认为是一个裸名。此外，Odontoptila 这一属名已被用于描述一种尺蛾: ICZN (1999), uBio (2005)
6. ↑  Scarlett (1972), Olson (1985: pp. 199–200), Bourdon (2005, 2006), Mayr (2008, 2009: pp. 57,59), Mayr et al. (2008)
7. ↑  Meunier (1951), Hopson (1964), Olson (1985: p. 200) Mayr (2008, 2009: p. 58)
8. ↑  Woodward (1909): pp. 86–87, Hopson (1964), Olson (1985: p. 142), Bourdon (2005), Mayr (2009: p. 58), Mayr et al. (2008)
9. ↑  Olson (1985: pp. 194–195), Mayr (2008), GG [2009]
10. 1 2 3  del Hoyo et al. (1992)
11. ↑  短尾水禽和“高等水鸟”多为浅色或白色尾羽：del Hoyo et al. (1992)
12. ↑  墨鱼和鱿鱼在古近纪的海洋中种类繁多，远洋章鱼船蛸总科也起源于这一时代。一些晚白垩纪的基干章鱼，如Keuppia，古蛸和 Styletoctopus 也可能或多或少有远洋习性。由于第一批远洋鸟科可能在晚白垩纪已经出现，当时海洋里种类丰富的幽灵蛸类可能也是远洋鸟类的猎物。尽管最大的远洋鸟类发现于新近纪，但最早的远洋鸟类或许能对最大的幽灵蛸——托斯特巨鱿的幼崽下手：PD [2009]
13. ↑  鳗鲡和康吉鳗已被证实在始新世便有存在，它们或许起源于古新世或更早的海洋中。 鳗鲶，鼬鱼，䲁，可能还有綿䲁也有着相近的起源时间，它们都是远洋鸟类的的潜在猎物：PD [2009]
14. ↑  Hopson (1964), Olson (1985: pp. 200–201), Ono (1989), del Hoyo et al. (1992: pp. 198,204), Warheit (1992, 2001), Rincón R. & Stucchi (2003), Sluijs et al. (2006), Chávez et al. (2007), Mayr (2008, 2009: pp. 56–58,217–218)
15. ↑  如 海虎属Desmatophoca ，嵌齿海象属，拟狮海象属Imagotaria，熊齿海象属Pelagiarctos 和上新海象属Pliopedia。其中一些有四颗“象牙”，有的则没有“象牙”： PD [2009]
16. ↑  Begon et al. (2005): pp. 123–124, Mayr (2009: pp. 217–218), PD [2009]
17. ↑  Olson (1985: pp.195–199), del Hoyo et al. (1992), Olson & Rasmussen (2001), Price & Clague (2002), Mlíkovský (2002: pp.81–83, 2003), Rincón R. & Stucchi (2003), Sluijs et al. (2006), Mayr (2009: pp. 6,56)
18. ↑  或许对于巨大的巨齿鲨来说，哪怕是最大的远洋鸟类也不那么值得猎杀。
19. ↑  Olson & Rasmussen (2001), Purdy et al. (2001)
20. ↑  Goto, Yusuke; Yoda, Ken; Weimerskirch, Henri; Sato, Katsufumi. . 2020  [2023-02-02]. S2CID 226263538. doi:10.1101/2020.10.31.354605 . （原始内容存档于2023-01-29）.
21. ↑  Olson (1985: p. 198), Mlíkovský (2002: p. 81), Mayr (2009: pp. 55–59)
22. 1 2  Mayr, G.; De Pietri, V. L.; Love, L.; Mannering, A.; Scofield, R. P. . Papers in Palaeontology. 2019, 7: 217–233. S2CID 203884619. doi:10.1002/spp2.1284.
23. ↑  Woodward (1909: p.87), Brodkorb (1967: p. 142), Olson (1985: pp. 195,199), Bourdon (2005), Christidis & Boles (2008: p. 100), Mayr (2009: p. 59)
24. ↑  Bourdon (2005), Mayr (2008), Mayr (2009: p. 59)
25. ↑  Mayr G., Zvonok E. . Journal of Vertebrate Paleontology. 2012, 32 (4): 914–925. S2CID 86572964. doi:10.1080/02724634.2012.676114.
26. ↑  Benito, J.; Kuo, P.-C.; Widrig, K. E.; Jagt, J. W. M.; Field, D. J. . Nature. 2022, 612 (7938): 100–105  [2023-02-02]. S2CID 254099216. doi:10.1038/s41586-022-05445-y. （原始内容存档于2023-01-29）.
27. ↑  Olson (1985: pp.194–195), Mayr (2008), Mayr (2009: pp. 55–59)
28. ↑  Olson (1985: pp.195–199), Mlíkovský (2002: pp. 81–84), Mayr (2009: pp. 55–59)
29. ↑  "Odontopteryx n. sp. 1" of Bourdon (2005). Assorted skull and limb bones in the OCP and Rhinopolis Association collections. The smallest pseudotooth bird known as of mid-2009: Bourdon (2005, 2006), Mayr (2009: p. 56)
30. ↑  González-Barba et al. (2002), Mlíkovský (2002: p. 81), Mayr (2009: p. 57)
31. ↑  标本 MHN-UABCS Te5/6–517发现于南下加利福尼亚州，大概有褐鹈鹕那么大: González-Barba et al. (2002)
32. ↑  一块巨大的肱骨标本: Stilwell et al. (1998)
33. ↑  中等体型的物种，一部分从前被认为属于Argillornis属: Brodkorb (1963: pp.248–249), Mayr (2009: p. 56), Mlíkovský (2002: p. 83, 2009)
34. ↑  大型物种: Bourdon (2006), Mayr (2009: p.56)
35. ↑  一大一小两片上颚，会一小片下颚: Olson (1985: pp.196,199), Tonni (1980), Tonni & Tambussi (1985), Stilwell et al. (1998), Mayr (2009: p. 58)
36. ↑  MP19 (Priabonian). 没有更多信息: Mlíkovský (2002: p.81)
37. ↑  喙的碎片: Mayr (2009: p. 56)
38. ↑  Mlíkovský (2002: p. 81)
39. ↑  作为Argillornis: Goedert (1989)
40. ↑  标本 LACM 128462为一个几乎完整的尺骨近端，发现于俄勒冈州华盛顿县的Keasey组；还有来自单个个体的近端肱骨末端碎片、近端右尺骨和桡骨的标本LACM 127875，发现于Mist附近的Pittsburg Bluff组。这是一个巨型物种，可能是已知最大的远洋鸟类。Warheit (2001) 在其下列入两个物种，并标记为“中始新世”，但实际上这是错误的: Goedert (1989), González-Barba et al. (2002), Mayr (2009: p. 57)
41. ↑  大型物种。Proceriavis已知材料有一块颈椎骨(specimen BMNH A-4413) 和一块可能的脚趾骨: Mlíkovský (1996, 2002: p. 269), Mayr (2009: p.31). "E. helveticus"是误用。
42. ↑  发现于磐城组(Iwaki Formation)的喙碎片和一些九州Kishima群的其他化石: Ono (1989), Matsuoka et al. (1998), Mayr (2009: p. 58)
43. ↑  大型物种，可以达到骨齿鸟属和远洋鸟属的体型: Warheit (2001)
44. ↑  左肱骨远端和一些翼骨碎片。Warheit (2001) 所认为的“早中新世”可能有误: Matsuoka et al. (1998), González-Barba et al. (2002), Mayr (2009: p.58)
45. ↑  Warheit (2001)的远洋鸟科未定种A"Pelagornithidae sp. A"和远洋鸟科未定种B"Pelagornithidae sp. B"; Olson & Rasmussen (2001)的远洋鸟属未定种1 Pelagornis sp. 1和远洋鸟属未定种2 Pelagornis sp. 2: Olson (1985: p.198), Rasmussen (1998), Olson & Rasmussen (2001)
46. ↑  标本MBLUZ-P-5093，一个非常大的上颌骨片: Rincón R. & Stucchi (2003)
47. ↑  标本CMNZ AV 24,960，一个大型物种的近端肱骨块: Scarlett (1972), Olson (1985: p.199), Mlíkovský (2002: p.84)
48. ↑  标本MPC 1001 至 1006 (各种喙和头骨碎片，左尺骨近端和两个颈椎骨) 发现中中新世Bahía Inglesa组; 先前被错误的归入伪齿鸟属。UOP/01/81 (左翼第二指的第一指骨), UOP/01/79和UOP/01/80 (受损的右跗跖骨),和Bahía Inglesa组中新世-上新世边界的右乌喙骨远端。 MNHN有着来自Pisco组的近段腕掌骨和右肱骨末端: Walsh (2000), Walsh & Hume (2001), Chávez & Stucchi (2002), Rincón R. & Stucchi (2003), Chávez et al. (2007)
49. ↑  标本MUSM 210（喙碎片和寰椎），MUSM 666（近端右肱骨头）和MUSM 667（近端尺骨），比中新远洋鸟略小且先前被错误地分配给了伪齿鸟属。2009 年公开的保存完好的头骨显示了类似 骨齿鸟属的“牙齿”，但显然这一物种比骨齿鸟更大: Palmer (1999: p.180), Chávez & Stucchi (2002), Chávez et al. (2007), GG [2009]
50. ↑  A fragmentary right humerus: Ono (1989), Matsuoka et al. (1998), González-Barba et al. (2002)
51. ↑  一个较大物种的右桡骨近端(McKee collection A080 183) 和右肱骨远端(McKee collection A111 182) : McKee (1985), Goedert (1989)
52. ↑  标本 MFM 1801，一类大型物种的右股骨远端。最初被误认为是信天翁: Ono (1980, 1989), Matsuoka et al. (1998)
53. ↑  Olson (1985: pp.173,202,208), Mlíkovský (2002: pp.269–270), Mayr (2009: p.21,31,77,80)